# Wupper
Wupper – rzeka w Niemczech, położona w Nadrenii Północnej-Westfalii, o długości 116,5 km. Prawy dopływ Renu. Nad rzeką położone są miasta Marienheide, Wipperfürth, Hückeswagen, Radevormwald, Wuppertal, Solingen, Remscheid, Leichlingen (Rheinland) i Leverkusen.
W Wuppertalu nad rzeką kursuje kolej podwieszana Wuppertaler Schwebebahn.